# Kurodadrillia habui
Kurodadrillia habui is een slakkensoort uit de familie van de Pseudomelatomidae. De wetenschappelijke naam van de soort is voor het eerst geldig gepubliceerd in 1975 door Azuma.